# Kunjang Kiš
Kunjang Kiš je druhá nejvyšší hora pohoří Hispar Muztagh, které je součástí Karákóramu. Nachází se severně od ledovce Hispar na území Pákistánu (Gilgit-Baltistán). Její vrchol dosahuje výšky 7852 m n. m. a jde o jednadvacátou nejvyšší horu světa, stejně jako osmou nejvyšší horu v Pákistánu. První pokus o vystoupání na vrchol hory proběhl v roce 1962, avšak horolezci byli zasaženi lavinou a jejich těla nebyla nikdy nalezena. Smrtí rovněž skončil další pokus v roce 1965. První úspěšný pokus proběhl v roce 1971, kdy na vrchol vystoupila expedice vedená Andrzejem Zawadou.

## Vrcholy
Nepočítají-li se dva vrcholy Pumari Kiš vzdálené 4 km, má Kunjang Kiš masiv pět vrcholů:
- Kunjang Kiš (7 852 m n. m.)
- Kunjang Kiš South (7 620 m n. m.)
- Kunjang Kiš East (7 400 m n. m.) Prvovýstup provedli Hansjörg Auer, jeho bratr Matthias Auer (Rakousko) a Simon Anthamatten (Švýcarsko) 18. července 2013. Výstup byl nominován jako jeden z pěti finalistů pro ocenění Zlatý cepín v roce 2014.
- Kunjang Kiš West (7 350 m n. m.)
- Kundžang Kiš North (7 108 m n. m.)